# Parzno
Parzno – wieś w Polsce położona w województwie łódzkim, w powiecie bełchatowskim, w gminie Kluki, 8 km na północny zachód od Bełchatowa.

## Historia
Wieś arcybiskupstwa gnieźnieńskiego w powiecie piotrkowskim województwa sieradzkiego w końcu XVI wieku.
W latach 1954–1968 wieś była siedzibą gromady Parzno, po jej zniesieniu w gromadzie Kluki.
W latach 1975–1998 miejscowość administracyjnie należała do województwa piotrkowskiego.

## Kościół
We wsi znajduje się neoromański kościół parafialny pw. Najświętszego Serca Jezusowego, który został wybudowany w latach 1905–1912. Pierwotna świątynia w Parznie istniała już w XV stuleciu, kolejna z XVII stulecia spłonęła w 1907 r.
Pod półkolistym prezbiterium kościoła znajduje się krypta świątobliwej Wandy Malczewskiej, wiejskiej nauczycielki i działaczki społecznej. W 1996 r. rozpoczęto jej proces beatyfikacyjny.
Dlatego właśnie Parzno jest celem pielgrzymek, a nawet centralnych spotkań modlitewnych, w których biorą udział biskupi oraz pielgrzymi archidiecezji łódzkiej. 

## Zabytki
Według rejestru zabytków Narodowego Instytutu Dziedzictwa na listę zabytków wpisany jest obiekt:
- dwór, 1 poł. XIX w., nr rej.: 593-IX-83 z 31.02.1960.

 przez wieś przebiega Łódzka Magistrala Rowerowa N-S